# Mariangela Postiglione
Mariangela Postiglione (Salerno, 15 ottobre 1985) è una schermitrice italiana, specializzata nella sciabola.

## Biografia
Nata a Salerno, ha frequentato il liceo scientifico "Francesco Severi" a Salerno per poi proseguire gli studi conseguendo la laurea presso l'Istituto Universitario di Scienze Motorie - IUSM di Roma (dal 2008 poi divenuta Università degli Studi di Roma "Foro Italico")
Ha vinto la medaglia di bronzo della sciabole femminile individuale al Campionato Mondiale Junior di scherma 2005 a Linz in Austria con i colori del Gruppi Sportivi Fiamme Gialle

## Palmarès
In carriera ha ottenuto i seguenti risultati:
Campionati italiani
Individuale
A squadre
- Argento nella sciabola a Livorno 2011

### Altri risultati
Mondiali giovani
Individuale
- Bronzo nella spada a Linz 2005

A squadre
- Campionati italiani Under 23 2008: argento sciabola
- Campionati del mondo giovani Linz 2005: bronzo sciabola
- Campionati italiani giovani 2004: bronzo sciabola
- Campionati italiani giovani 2003: argento sciabola